# Роберто Маріна
Роберто Маріна (ісп. Roberto Marina, нар. 28 серпня 1961, Вільянуева-де-ла-Серена) — іспанський футболіст, що грав на позиції півзахисника, зокрема, за мадридський «Атлетіко», а також національну збірну Іспанії.

## Клубна кар'єра
Народився 28 серпня 1961 року в місті Вільянуева-де-ла-Серена. Вихованець футбольної школи клубу «Сан-Крістобаль».
У дорослому футболі дебютував 1979 року виступами за команду клубу «Атлетіко Мадриленьйо», в за яку грав протягом трьох сезонів. Вже з наступного, 1980, року почав залучатися і до лав основної команди мадридського «Атлетіко», за яку відіграв наступні десять сезонів своєї ігрової кар'єри. Більшість часу, проведеного у складі «Атлетіко», був основним гравцем команди. 1985 року допоміг команді здобути кубок Іспанії і Суперкубок країни. Наступного сезону команда успішно виступала у Кубку володарів кубків, сягнувши фіналу турніру, в якому з рахунком 0:3 поступилася київському «Динамо».
Згодом протягом 1990—1992 років захищав кольори «Мальорки», а завершив професійну ігрову кар'єру у клубі «Толедо», за команду якого виступав з 1992 до 1995 року.

## Виступи за збірні
1981 року дебютував у складі юнацької збірної Іспанії, взяв участь у 5 іграх на юнацькому рівні, відзначившись одним забитим голом.
Протягом 1981–1987 років залучався до складу молодіжної збірної Іспанії. На молодіжному рівні зіграв у 19 офіційних матчах, забив 1 гол.
1985 року провів свою першу і, як виявилося, єдину офіційну гру у складі національної збірної Іспанії.

## Титули і досягнення
- Володар Кубка Іспанії (1):

«Атлетіко»: 1984-1985
- Володар Суперкубка Іспанії (1):

«Атлетіко»: 1985